# 柳孜运河码头遗址
柳孜运河遗址位于安徽省淮北市濉溪县百善镇柳孜村，是隋唐大运河通济渠的遗迹。
2001年，以柳孜运河码头遗址之名列入第五批全国重点文物保护单位。2014年，以柳孜运河遗址之名成为世界遗产——大运河的组成部分。

## 遗址历史
自汉代开始，柳孜村所在为商贸繁荣的大镇。宋朝时，为“大宋保静军临涣县柳孜镇”。当地留存的“隋堤”，民间认为是通济渠，但无实物证据。
1979年至1981年，邻近的宿县文物工作组（今宿州市文物管理所）在宿县开展文物征集，是为安徽运河考古的起始。1984年，中国唐史学会组织“隋唐大运河综合科研考察团”开展隋唐大运河学术考察，重点是宿州、濉溪地区。期间，曾在柳孜村做相关考察。
1999年年初，安徽省改造303省道，线路穿过柳孜村。在前期改造工程中，考古人员陆续发现文物线索。在国家文物局的指导下，安徽省文物局与淮北市博物馆、濉溪县文管所组成联合发掘队，于当年5月进驻柳孜村，开展抢救性考古发掘。发掘地点选择在古运河故道的南侧，面积共900余平方米。发现一处宋代石构台体、8条唐代及唐代以前的沉船、木构建筑，以及大量唐宋时期全国20余座窑口的陶瓷器文物。此次考古发掘，解决通济渠流经地点和线路的问题。同年，以柳孜隋唐大运河遗址之名列入全国十大考古新发现。
1999年发掘的宋代石构台体东西长14.3米、南北宽9米、高5.5米，最初被认为是码头遗址。2001年，以柳孜运河码头遗址之名列入第五批全国重点文物保护单位。2006年，京杭大运河列入第六批全国重点文物保护单位。12月，大运河列入国家文物局《中国世界文化遗产预备名单》。2007年，柳孜运河遗址列入《中国世界文化遗产预备名单》。2009年，中国政府推进大运河保护和申遗工作。2011年，柳孜运河遗址列为“大运河申报世界文化遗产预备名录”中的立即列入项目。
2012年为配合大运河申遗工作，柳孜运河遗址开始第二次考古发掘。由安徽省文物考古研究所、北京大学考古文博学院、淮北市博物馆、濉溪县文管所等机构人员组成考古队。2012年2月下旬开始野外发掘，同年完成大部分发掘工作。2013年6月底，发掘工作结束。发掘面积1997.5平方米。发现运河北侧宋代石构台体、金代跨河驿道和宋代“木岸狭河”等遗存，出土残木船1条，以及大量的陶瓷器、石器、钱币等遗物。此次发现的第二座宋代石构台体，推翻原有的码头说。这两座石筑台体被认为是运河上木桥橋墩遗迹。两次考古发掘共出土上万件可复原的文物，数以万计的瓷器残片。出土文物反映出柳孜镇在唐宋时期为进行瓷器贸易的“草市”。
2014年6月，大运河列入世界遗产名录，柳孜运河遗址为其组成部分。遗址所在的柳孜村建设有中国大运河柳孜文化园。出土的陶瓷器则在淮北市博物馆展出，其中一件北宋景德镇窑青白釉抱鞠童瓷塑被称为淮北市博物馆的“镇馆之宝”。2024年时，遗址因进行永久性保护大棚项目建设，处于回填状态。遗址保护大棚由东南大学设计，建筑面积5575.2平方米，预计于2024年年底完工，2025年5月向公众开放。